# Susanne Fontaine (Musikwissenschaftlerin)
Susanne Fontaine (* 31. Januar 1961 in Merzig/Saarland) ist eine deutsche Musikwissenschaftlerin und Hochschullehrerin.

## Leben
Fontaine studierte 1980 bis 1986 Musikwissenschaft, Germanistik und Philosophie an der Universität des Saarlandes in Saarbrücken, Schulmusik an der Hochschule der Künste Berlin sowie Musikwissenschaft und Germanistik an der Technischen Universität Berlin und an der Freien Universität Berlin. 
Von 1992 bis 1998 war sie wissenschaftliche Mitarbeiterin an der Hochschule der Künste; 1999 erhielt sie ein Habilitationsstipendium der Deutschen Forschungsgemeinschaft zum Thema Die Gestalt der Maria Magdalena in der Musik des 17. und 18. Jahrhunderts. 2000 und 2001 vertrat sie die Professur für Musikwissenschaft an der Staatlichen Hochschule für Musik und Darstellende Kunst in Stuttgart. Als Lehrbeauftragte am Musikwissenschaftlichen Seminar der Universität Heidelberg war sie im Wintersemester 2002/03 tätig. 2003 erhielt sie eine Professur an der Universität Potsdam und wechselte 2004 zur Universität der Künste Berlin. 
Zu den Forschungsschwerpunkten von Susanne Fontaine gehören die geistliche Musik des 17. Jahrhunderts, das frühe 20. Jahrhundert sowie interdisziplinäre Fragestellungen.
Susanne Fontaine ist Vorsitzende des Landesverbandes Berlin des Deutschen Hochschulverbands.
Sie ist nicht zu verwechseln mit der Berliner Kunsthistorikerin Susanne Fontaine (1956–2017).

## Veröffentlichungen

### Bücher
- Busonis „Doktor Faust“ und die Ästhetik des Wunderbaren. Bärenreiter, Kassel u. a. 1998, ISBN 3-7618-1416-X, (Zugleich: Hamburg, Universität, Dissertation, 1997).

### Aufsätze
- Leo Kestenberg als Musikpolitiker. In: Wolfgang Rathert, Giselher Schubert (Hrsg.): Musikkultur in der Weimarer Republik (= Frankfurter Studien. 8). Schott, Mainz u. a. 2001, ISBN 3-7957-0114-7, S. 82–100.
- „Erziehung zur Menschlichkeit durch Musik“. Ein Brief von Leo Kestenberg an Georg Schünemann. In: Diskussion Musikpädagogik. Band 9, 2001, ISSN 1437-4722, S. 90–97.
- „L’escalier du temps“. Zeitgestaltung im Liedschaffen Messiaens. In: Ariane Jeßulat, Andreas Ickstadt, Martin Ullrich (Hrsg.): Zwischen Komposition und Hermeneutik. Festschrift für Hartmut Fladt. Königshausen und Neumann, Würzburg 2005, ISBN 3-8260-3211-X, S. 335–346.
- Liebreiz statt Zerknirschung. Die Figur der Maddalena in Händels „La Resurrezione“. In: Händel-Jahrbuch. Band 52, 2006, S. 215–223.
- Zwischen Aufführungskritik und ästhetischer Reflexion: Zu den Artikeln über Musik in Heines „Lutezia“. In: Arnold Pistiak, Julia Rintz (Hrsg.): Zu Heinrich Heines Spätwerk „Lutezia“. Kunstcharakter und europäischer Kontext. Akademie-Verlag, Berlin 2007, ISBN 978-3-05-004247-3, S. 165–174.